# Emuháború
Az ún. Emuháború (angolul: Emu War) 1932-ben Ausztráliában zajlott. Oka az volt, hogy az 1930-as években megnőtt az emuk (nagytestű röpképtelen madarak) populációja az ország délnyugati részén, ezért az ausztrál katonaság „hadat üzent” a madaraknak. A bizarr „háborúban” 986 madár pusztult el, de végül az emberek „elvesztették” a küzdelmet.

## A „háború”
Az első világháború után néhány brit katona Ausztráliában telepedett le, és gazdálkodni kezdett. A nagy gazdasági világválság kezdetén a kormány azt javasolta a gazdáknak, hogy búzát termeljenek, mert azt tudja támogatni, ami azonban évről évre elmaradt, a gabonaárak folyamatosan zuhantak. Ez tetőzött azzal, hogy a lakó- és költőhelye között vándorló húszezer madár remek otthonra talált a farmerek által gondozott, öntözőcsatornákkal ellátott földeken. Nemcsak a termésben tettek kárt, de a kerítésekben is, így a nyulak is el tudták özönleni a búzaföldeket. Az elégedetlen gazdák Sir George Pearce hadügyminiszterhez fordultak azzal a kéréssel, hogy küldjön ki pár géppuskás katonát. Az emuk annyira megszokták az embert, hogy tűrték, hogy géppuskákat állítsanak fel mellettük, azonban az első puskalövésre szétrebbentek. Az első héten 2500 töltényt lőttek ki, az elejtett madarak száma pedig attól függően „változott” 50 és 500 között, hogy kit kérdeztek meg. Meredith jelentése azt is tartalmazta, hogy a hadsereg nem szenvedett veszteségeket. Az első hét után az alakulatot visszavonták, az emuháború első fordulóját elvesztette Ausztrália. Egy második hadjáratra még visszatértek a géppuskások, és decemberben már sokkal hatékonyabban dolgoztak. A végső jelentésben 986 elejtett madár szerepelt, amit 9860 lőszer eldurrogtatásával értek el. Az őrnagy emellett megkockáztatott egy olyan becslést, hogy további 2500 emu pusztulhatott el a „háborúban” szerzett sebesüléseiben.